# Shebekinsky (huyện)
Huyện Shebekinsky (tiếng Nga: Шебе́кинский райо́н) là một huyện hành chính tự quản (raion), của Tỉnh Belgorod, Nga. Huyện có diện tích 1829 km², dân số thời điểm ngày 1 tháng 1 năm 2000 là 46500 người. Trung tâm của huyện đóng ở Shebekino.